# Francesc de Finestres
Francesc de Finestres fou un militar de la Corona d'Aragó durant el segle xiv.
Durant la Guerra catalanogenovesa fou designat almirall de la flota juntament amb Arnau Oliver en hivern de 1332, i formà part del consell de Ponç de Santa Pau en la batalla naval del Bòsfor de 1352.